# Lars Lehmann (Rollstuhlbasketballspieler)
Lars Lehmann (* 25. Mai 1977) ist ein deutscher Rollstuhlbasketballspieler.

## Leben
Lehmann ist seit seinem dritten Lebensjahr aufgrund einer inkompletten Lähmung auf den Rollstuhl angewiesen. Zum Rollstuhlbasketball kam er durch eine Empfehlung während einer mehrmonatigen Rehabilitationsmaßnahme 1990. Seine funktionale Klassifizierung ist 3,0.
Seine sportlichen Erfolge umfassen zwei Paralympicsteilnahmen für Deutschland, zwei Bronzemedaillen bei Europameisterschaften und eine Weltmeisterschaftsteilnahme. Darüber hinaus ist Lehmann Junioren-Europameister und Deutscher Meister. 
Derzeit spielt Lehmann für die Mainhatten Skywheelers des Rollstuhl-Sport-Clubs Frankfurt in der Bundesliga und wird bei der Eurobasketball 2013 in Frankfurt für die deutsche Nationalmannschaft spielen.
2015 hat Lars Lehmann seine aktive Karriere nach 25 Jahren beendet.